# Réaup-Lisse
Réaup-Lisse är en kommun i departementet Lot-et-Garonne i regionen Nouvelle-Aquitaine i sydvästra Frankrike. Kommunen ligger i kantonen Mézin som tillhör arrondissementet Nérac. År 2022 hade Réaup-Lisse 594 invånare.

## Befolkningsutveckling
Antalet invånare i kommunen Réaup-Lisse
| Referens: INSEE |